# William Boyce Thompson

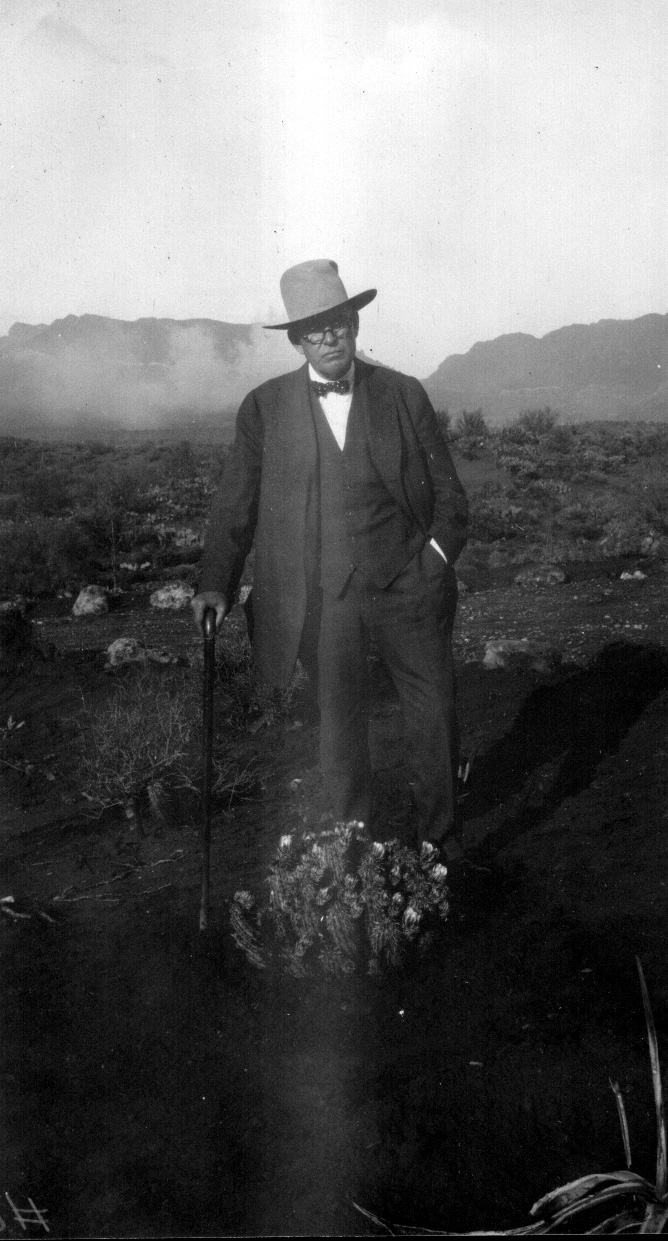
William Boyce Thompson, circa 1928

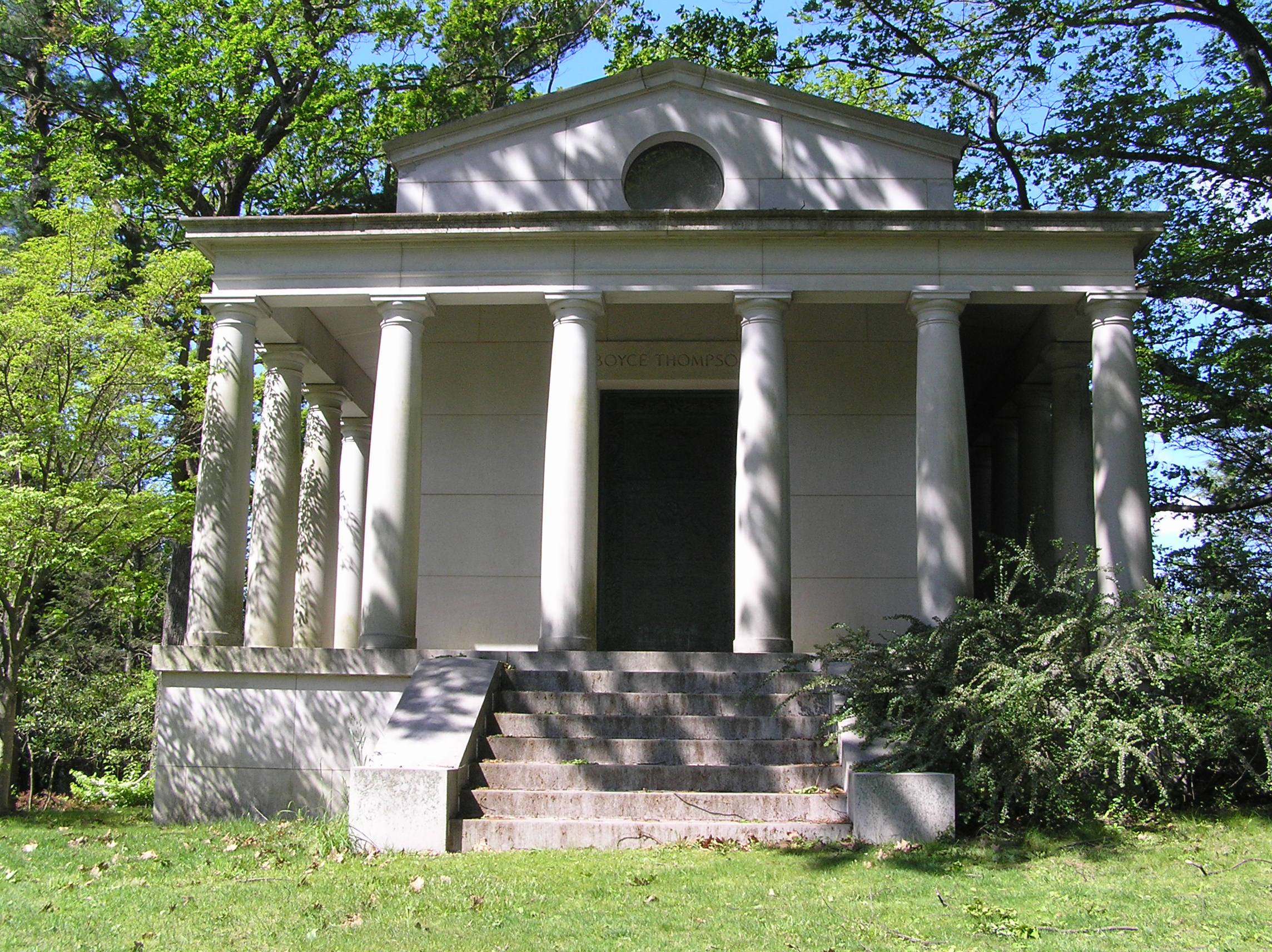
William Boyce Thompson Mausoleum 2010

William Boyce Thompson (Virginia City, Montana, Verenigde Staten, 13 mei 1869 - Yonkers, New York, 27 juni 1930) was voorzitter van de Federal Reserve Bank van New York en oprichter van mijnbouwbedrijf Newmont Corporation.
Thompson was getrouwd met Gertrude Hickman Thompson en ze hadden een dochter, Margaret Thompson.

## Biografie
Thompson groeide op in Butte, een mijnstad in het zuidwesten van Montana. Na zijn scholing daar, volgde hij zijn verdere opleiding aan de Phillips Exeter Academy en de Columbia School of Mines. In de jaren 1890 ging hij samenwerken met zijn vader William in de mijn- en houthandel.
Daarna werd hij mine promoter en beurshandelaar, begon de Shannon Copper Company en sloot zich begin jaren 1900 aan bij Hayden, Stone & Co. als investeringsbankier waar hij Nevada Consolidated en enkele andere mijnen hielp opzetten, onder andere samenwerkend met de familie Guggenheim. Van deze koperontdekkingen was Inspiration Copper Company zeer succesvol en maakte hem zeer welvarend. In 1916 bracht hij al zijn mijnbelangen onder in Newmont Mining.
Van de oprichting in 1914 tot 1919 was Thompson voorzitter van de Federal Reserve Bank van New York, de belangrijkste bank in het Federal Reserve System (FRS).

### American Red Cross Mission
Thompson ging rond de Russische Revolutie van 1917 naar Rusland als lid van de missie van het Amerikaanse Rode Kruis in Sint Petersburg, toen bekend als Petrograd. De missie onder leiding van Frank Billings was een dekmantel van Thompson om Rusland betrokken te houden bij de Eerste Wereldoorlog. Daartoe steunde hij Aleksandr Kerenski, de leider van de Voorlopige Regering sinds de Februarirevolutie van 8 tot 15 maart 1917. Naast voortzetting van de oorlog probeerden Thompson, Billings en Raymond Robins ook democratie en een pro-Amerikaans standpunt te stimuleren.
De delegatie arriveerde op 7 augustus 1917 in Petrograd, waar Thompson direct voor 500.000 roebels aan obligaties kocht om de regering van Kerenski te ondersteunen. Gealarmeerd door de opkomst van de bolsjewieken gebruikte hij begin oktober $1 miljoen van zijn eigen geld om een publiciteitscampagne op te zetten, maar deze had geen effect. Met de Oktoberrevolutie op 7 november 1917 kwamen de bolsjewieken aan de macht die een einde wilden maken aan de oorlog.
Thompson had aanvankelijk gedacht dat de bolsjewieken Duitse agenten waren, maar zag na de revolutie dat dit niet het geval was en zegde zijn steun toe aan Vladimir Lenin, vooral om verdere radicalisering te voorkomen. Hij verliet Rusland op 28 november en deed eerst het Verenigd Koninkrijk aan en wist daar met de hulp van bankier Thomas W. Lamont de Britse regering te bewegen naar een toegeeflijkere houding richting de bolsjewieken. In de Verenigde Staten poogde hij hetzelfde, maar kreeg geen toegang tot president Woodrow Wilson.